# Deggial
Deggial es un álbum de la banda sueca Therion, grabado entre septiembre y noviembre de 1999, lanzado a la venta en el año 2000. Disco que al igual que Vovin incluye una orquesta real. El estilo del álbum se inclina hacia el metal pero con una clara tendencia a lo sinfónico. Todos los temas con voz son cantados por un coro, excepto Flesh of the Gods, que tiene como voz invitada a Hansi Kürsch, cantante de Blind Guardian. El título del disco hace referencia al dios Deggial, una divinidad con los atributos del Anticristo.

## Lista de canciones
1. «Secrets of the Sphinx» – 3:36
2. «Eternal return» – 7:10
3. «Enter Vril-Ya» – 6:38
4. «Ship of Luna» – 6:28
5. «The Invincible» – 5:09
6. «Deggial» – 5:03
7. «Emerald Crown» – 5:29
8. «The Flight of the Lord of Flies» – 1:22
9. «Flesh of the Gods» – 4:04
10. «Via Nocturna» (Parte 1: The Path, Parte 2: Hexentanz) – 9:30
11. «O Fortuna» (Versión de Carl Orff) – 3:21

La versión japonesa incluye 3 temas en vivo del disco Crowning of Atlantis

## Integrantes
- Christofer Johnsson - Guitarra, Teclados
- Kristian Niemann - Guitarra
- Johan Niemann - Bajo
- Sami Karppinen - Batería

## Músicos invitados
- Hansi Kürsch (Blind Guardian)- Voz en "Flesh of the Gods"
- Jan Kazda - Guitarra acústica
- Waldemar Sorychta - Guitarra acústica en "O Fortuna"
- Alexander Schimmeroth - Piano

## Coro
- Eilen Kupper - Soprano (Coro, Solo)
- Angelica Märtz - Soprano (Coro)
- Dorothea Fischer - Alto (Coro)
- Anne Tributh - Alto (Coro)
- Georg Hansen - Tenor (Coro, Solo)
- Miguel Rosales - Tenor (Coro)
- Jörg Braüker - Bajo (Coro, Solo)
- Javier Zapater - Bajo (Coro)

## Orquesta
- Heike Haushalter - Primer Violín
- Petra Stalz - Segundo Violín
- Monika Maltek - Viola
- Gesa Hangen - Chelo
- Konstantin Weinstroer - Contrabajo
- Annette Gadatsch - Flauta
- Stefanie Dietz - Oboe
- John Ellis - Trompa
- Volker Goetz - Fliscorno, Trompeta
- Dietrich Geese - Tuba, Sousafón, Trompeta
- Daniel Häcker - Percusión